# Teodicea

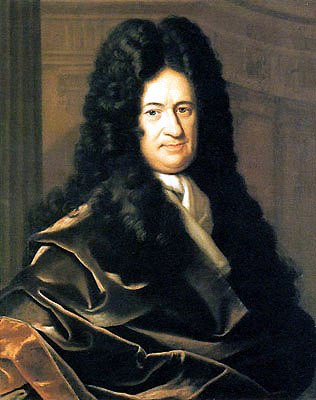
Gottfried Leibniz en una pintura del 1700.

A la filosofia de la religió la teodicea (paraula derivada del grec clàssic i que significa reivindicació de Déu) és la part que tracta de conciliar l'existència de Déu amb la presència de mal en el món (Problema del mal).
Partint de la contradicció que Déu és omnipresent, omnipotent i misericordiós, però que també existeix el mal, la teodicea tracta de donar sentit al mal, fent-lo necessari, exculpar Déu i demostrar que «tot està bé» (Pope) i que «aquest és el millor dels mons possibles» (Leibniz).

## Descripció
És un terme emprat actualment com a sinònim de teologia natural o teologia racional. Va ser creat al segle xviii per Leibniz com a títol d'una de les seves obres: Assaig de teodicea sobre la bondat de Déu, la llibertat de l'home i l'origen del mal, si bé Leibniz es referia amb teodicea a qualsevol investigació el fi de la qual fóra explicar l'existència del mal i justificar la bondat de Déu. És una branca específica de la filosofia que s'ocupa de conciliar l'existència del mal en el món amb la presència d'un déu benèvol.
Etimològicament parlant, teodicea és ‘justificació de Déu’. L'objecte d'estudi de la teologia natural és més general. Podria dir-se que la teodicea és només part de la teologia natural.